# Troeller-Deffarge
Gordian Troëller (1917-2003) et Marie-Claude Deffarge (1924-1984) sont des grands reporters de la presse écrite et des  réalisateurs de documentaires.

## Biographies
Gordian Troëller a été combattant durant la guerre d’Espagne. Après la guerre, il crée un journal au Luxembourg, rapidement étouffé par les autorités. Marie-Claude Deffarge et Gordian Troëller se sont rencontrés après la guerre, en 1950. Ils commencèrent par travailler comme grands reporters pour la presse écrite. De 1959 à 1972, ils parcourent le monde pour le magazine allemand Stern, s’intéressant tant aux problèmes de société qu’aux questions politiques. À l’époque leurs reportages étaient déjà connus pour leur anticonformisme. Ils travaillent plus particulièrement sur le Yémen, où ils réalisent leur premier film en 1963 et auquel ils consacreront un livre, et sur l’Iran. À partir des années 1970 ils décident de passer au reportage filmé. Leurs premiers films, sur les mouvements de libération nationale, sont diffusés dans des émissions de la télévision française comme « Cinq colonnes à la une ». Un coup d’arrêt est donné à leur carrière française quand ils dénoncent, dans un film sur Madagascar, les moyens utilisés par les Français pour détruire les ressources agricoles des populations, faisant un parallèle avec l’usage de défoliants par l’armée américaine au Vietnam.
À la fin des années 60, ils font la connaissance, en Iran, de François Partant qui travaillait sur des projets de développement et  remettait en cause les fondements même de sa mission. Cette rencontre marquera un tournant dans leur travail.  De 1974 à 1984, ils réalisent la série « Au nom du progrès » : 22 films où ils se livrent à une critique argumentée du progrès et du développement au Nord comme au Sud. Ce fut l'une des toutes premières tentatives de réaliser des documentaires sérieusement argumentés sur le plan économique. L’accueil fait à cette série fut mitigé tant il paraissait difficile, à l’époque, de remettre en cause les nouveaux dirigeants du Tiers-Monde et les choix de développement inspirés du modèle occidental.  
Parallèlement ils se lancent dans la série « Planète des femmes » (1979-1983) qui réunit 12 films sur la condition des femmes dans le monde. La série « Les enfants du monde » qui comprend 35 films sera réalisée entre 1984 (ce fut le dernier film auquel collabora Marie-Claude Deffarge) et 1998. L’ensemble de ces films a bénéficié, à la télévision publique allemande, d’une diffusion à une heure de grande écoute. Leur œuvre recevra plusieurs prix du documentaire.
Leurs méthodes de travail étaient originales. L’équipe de tournage était petite. Il travaillaient sans pied et sans éclairage, afin de préserver l’intimité des rapports avec les gens interviewés. “J’aime m’attarder sur les gens, sur leurs visages'“, disait Troëller. “Une chose me surprend toujours : on dirait qu’ils ne se  rendent pas compte que je suis en train de les filmer. C’est peut-être parce que je me promène en ayant constamment ma caméra à la main. Tout en filmant, je parle : c’est une caméra-qui-cause“. Un travail préparatoire était fait avant le départ (c’était Marie-Claude Deffarge qui s’en chargeait) puis, sur place, ils se laissaient guider par leur instinct. Autodidacte, Troëller affectait un mépris souverain pour la technique. À ceux qui lui reprochaient  un  commentaire omniprésent, il répondait que les réalités qu’il filmait  demandaient une explication, sous peine de véhiculer les clichés habituels. 
De fait, cette œuvre garde à travers le temps une force et une cohérence tout à fait étonnantes. Gordian Troeller et Marie-Claude Deffarge ont souvent vu et senti avant les autres les destructions qui menaçaient nombre de sociétés. Mais ils voulaient aussi faire comprendre le monde dans sa multiplicité. Dans un entretien publié en 1982 dans la revue Ciném’Action, Gordian Troeller exprimait leur vision : “Plus nous observons les sociétés « autres », plus nous avons de respect pour elles. Elles ont toutes quelque chose à nous apporter. Leur  disparition est un drame, notre crime. S’il est un rêve, pour nous, ce serait la possibilité pour elles d’une évolution à leur façon, choisie par elles, et que nous observerions avec amitié en nous demandant à quel moment pourrait se faire avec elles un échange qui ne serait pas inégal“.

## Œuvres

### Livres
- Yémen 62-69: de la révolution sauvage à la trêve des guerriers,Robert Laffont, 1969, Claude Deffarge et Gordian Troeller.

### Liste des films

#### Série «Au nom du progrès»
- L'impossible indépendance (Algérie) - 1975
- Au diable l'école (Tanzanie) - 1975
- L'école du diable (Togo) - 1975
- La médecine des riches chez les pauvres (Afrique) - 1975
- Le pillage (Gabon) -1976
- Pour le meilleur et pour le pire (Fos-Sur-Mer) -1976
- Les tonneaux débordent (France) -1976
- La semence du progrès (États-Unis) -1983
- Sucre amer (Brésil) - 1983